# Guillaume Bortolaso
Pas d'image ? Cliquez ici

a Compétitions nationales et continentales officielles uniquement.

Dernière mise à jour le 25 août 2015.
Guillaume Bortolaso (né le 21 mars 1981 à Agen, en Lot-et-Garonne) est un joueur français de rugby à XV qui évolue au poste de troisième ligne centre.

## Carrière

### Clubs successifs
- 1997-2000 : Avenir de Bizanos (64)
- 2000-2003 : Section paloise
- 2003-2005 : FC Auch
- 2005-2007 : USA Perpignan
- 2007-2008 : US Montauban
- 2008-2015 : US Colomiers
- Depuis 2015 : US Saint-Sulpice-sur-Lèze

## Palmarès

### En club
- Champion de France de Fédérale 1 : 2012 (avec US Colomiers)
- Quart de finaliste de la H-Cup : 2006 (avec l'USAP)
- Demi-Finaliste du TOP 14 : 2006 (avec l'USAP)
- Champion de France de Pro D2 : 2004 (avec Auch)
- Vainqueur du bouclier européen : 2005[2] (avec Auch)
- Champion de France Reichel (avec Pau)
- Champion de France Taddéï (avec le comité Béarn)

### En équipe nationale
- Grand Chelem équipe de France -21 ans
- Équipe de France -21 ans : participation au championnat du monde 2002 en Afrique du Sud